# 氏神
氏神（うじがみ）は、日本において、同じ地域（集落）に住む人々が共同で祀る神道の神のこと。同じ氏神の周辺に住み、その神を信仰する者同士を氏子（うじこ）という。現在では、鎮守（ちんじゅ）ともほぼ同じ意味で扱われることが多い。氏神を祀る神社のことを氏社という。
本稿では、氏神・鎮守・産土神・氏子などについて記述する。

## 概要

### 氏神
本来の氏神は、読んで字のごとく氏名（うじな）の神であり、一族一統の神であった。古代から、その氏人たちだけが祀った神であり、祖先神であることが多かった。例として、中臣氏は天児屋命・建御雷神、忌部氏は天太玉命、宇佐氏は八幡神、物部氏は須佐之男命・経津主神、三輪氏は大物主神、諏訪氏は建御名方神、安曇氏は綿津見神を祀る。
中世以降、氏神の周辺に住み、その祭礼に参加する者全体を「氏子」と称するようになり、氏神は鎮守や産土神と区別されなくなった。同じ氏神を祭る人々を「氏子中」、「氏子同」といい、その代表者である氏子総代を中心に神事や祭事が担われている。氏神を祀る神社の周辺には住んでいないが、その神を信仰する者を「崇敬者（すうけいしゃ）」といい、氏子と併せて「氏子崇敬者」と総称する。

### 鎮守
鎮守（ちんじゅ）は、その土地に鎮まりその土地やその土地の者を守る神のことである。平安時代以降になると荘園制が形成され貴族や武士、寺院などの私的領地が確立され、氏族社会が崩壊し氏神信仰は衰退する。荘園領主達は荘園を鎮護する目的でその土地の守護神を祀るようになる。これが鎮守である。室町時代の頃に荘園制が崩壊するとその信仰も衰退し、氏神に合祀され今日に至っていることが多い。

### 産土神
産土神（うぶすながみ）はその者が産まれた土地の神であり、その者を一生守護すると考えられている。生涯を通じて同じ土地に住むことが多かった時代は、ほとんどの場合産土神と鎮守は同じ神であった。ただし、現在は転居する者が多いため産土神と鎮守神が異なる場合も多い。
この氏神信仰は七五三などで見ることが出来るが、子供のお宮参りは本来氏神にお参りして、その土地の一員になることを認めてもらうための儀式の一つだった。

## 氏子
通常、氏神と氏子という関係は、生家の氏神や地元にある神社にて氏子入りをすることにより生じる。お宮参りが産土神（うぶすながみ）という、生まれた土地の神に対して行われる様に、多くの場合において、産土神を氏神とすることが多い。
お宮参りと氏子入りの儀式は必ずしも同一ではないが、前述の通り、氏神と産土神の区別がなくなって以降、お宮参りが氏子入りを意味する場合が多くなった。よって、お宮参りにおいて、氏子である証明の氏子札を授与されることが一般化している。一方で代々に渡って氏神を崇敬したり祭事に従事したりする家系でない者は、お宮参りをただ慣例的に行っている場合が多く、氏子の意識や自覚を持たない場合も多い。
また、婿入りや嫁入りにより、改めて婚家の氏神に氏子入りの儀式をする場合も多い。最近では、祭事に従事する人口も高齢化し、祭事に加わる氏子も減っているためか、氏子の務めである神事祭事と崇敬への取り組みも形式的となっているが、神棚に神璽や氏子守を納め、家中でお供えすることに留めることも多い。